# Karyobinga

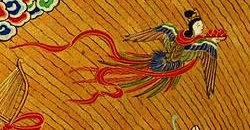
Karyobinga, cirka 1867

Karyobinga eller myōonchō är en japansk buddhistisk fantasivarelse, till hälften fågel och till hälften människa. Den anses vara en symbol för seger.
Karyobinga är ett uppskattat motiv hos japanska netsuke-snidare.